# Chittenango Creek
Chittenango Creek – rzeka w Stanach Zjednoczonych, w stanie Nowy Jork, w hrabstwach Onondaga oraz Madison. Długość cieku nie została określona, natomiast powierzchnia zlewni wynosi 750 km².

## Dopływy
- Butternut Creek
- Limestone Creek
- Meadow Creek